# УЕФА суперкуп 2023.
УЕФА суперкуп 2023. је било 48. издање УЕФА Суперкупа, годишње фудбалске утакмице коју организује УЕФА и на којој се такмиче актуелни шампиони два најбоља европска клупска такмичења, УЕФА Лиге шампиона и УЕФА Лиге Европе. У утакмици су учествовали енглески клуб Манчестер сити, победник УЕФА Лиге шампиона 2022–23, и шпански клуб Севиља, победник УЕФА Лиге Европе 2022–23. Играно је на стадиону Караискакис у Пиреју, Грчка, 16. августа 2023. године.
Утакмица је првобитно требало да се игра у Ак Барс арени у Казању у Русији. Међутим, због руске инвазије на Украјину, премештен је 25. јануара 2023. у Атину.
Манчестер Сити је победио у мечу резултатом 5–4 на пенале након нерешеног резултата 1–1 после 90 минута за своју прву титулу у УЕФА Суперкупу.

## Тимови
| Екипа          | Квалификације                        | Претходно учешће (подебљано означава победнике) |
| -------------- | ------------------------------------ | ----------------------------------------------- |
| Манчестер сити | УЕФА Лига шампиона 2022/23. победник | Нема                                            |
| Севиља         | УЕФА Лига Европе 2022/23. победник   | 6 (2006, 2007, 2014, 2015, 2016, 2020)          |

## Стадион

### Оригинални избор домаћина
Ак Барс арена у Казању, Русија, првобитно је изабрана за коначног домаћина од стране Извршног комитета УЕФА током њиховог састанка у Амстердаму, Холандија, 2. марта 2020. Фудбалски савез Албаније је такође имао понуду за домаћинство утакмице у Тирани, али је повукао кандидатуру пре гласања.
Утакмица би била први УЕФА Суперкуп који се одржава у Русији и друго финале УЕФА клупског такмичења које ће се одржати у граду након финала УЕФА женског купа 2009. Стадион је раније био место одржавања ФИФА Купа конфедерација 2017, где је био домаћин три утакмице групне фазе и полуфинала, и Светског првенства 2018, где је био домаћин четири утакмице групне фазе, утакмице осмине финала и четвртфинала.

### Пресељење у Пиреј
После руске инвазије на Украјину, било је неизвесно да ли ће се меч играти у Казању. Русија је суспендована из УЕФА и ФИФА такмичења у фебруару 2022, а финале УЕФА Лиге шампиона 2022, које је требало да се одржи у Санкт Петербургу, такође је измештено у Париз. Званичници Татарстана су позвали УЕФА да задржи такмичење у Казању.
Ово ће бити други пут да се финале УЕФА клупског такмичења одржава на стадиону Караискакис у Атини након финала Купа победника купова Европе 1971. године. Пре пресељења, Атина је била изабрана за једног од домаћина финала УЕФА Лиге Европе конференције 2024. на стадиону Аја Софија.
Извршни комитет УЕФА је 25. јануара 2023. одузео Казању права домаћина и преместио меч на стадион Караискакис у Пиреју, у Грчкој.

## Утакмица

### Резиме утакмице
Манчестер Сити је имао шансу у 8. минуту одмах након што је ударац главом Натхана Аке, голман Севиље Јасин Буну одбранио. Џек Грилиш је такође имао покушај изван шеснаестерца који је Буну одбранио у 17. минуту. У 25. минуту, Севиља је повела након центаршута Маркоса Акуње у шеснаестерац који је стигао до Јусефа Ен-Несирија, који је лопту главом успео да убаци у доњи леви угао мреже. У другом полувремену, Ен-Несирија је је опет имао шансу на додавање Лукаса Окампоса, али је голман Ситија одбранио његов ударац. Кол Палмер је постигао гол за изједначење 1–1 у 63. минуту након што је лопту главом упутио поред Бунуа на центаршута Родрија. У 64. минуту, Ен-Несирија је поново пронашао Окампос, али је Едерсон поново одбранио. У 69. минутуПалмер је поново шутирао из изгледне прилике али Буну је опет изванредно реаговао. Стални притисак Ситија је на крају довео до тога да је Аке опет имао шансу али је Буну опет сјајно реоаговао и избио његов ударац главом . Утакмица се завршила резултатом 1-1 после 90 минута и тако је прешло на извођење једанаестераца. Пошто су оба тима постигла прва четири пенала, капитен Ситија Кајл Вокер постигао је пети пенал пре него што је Немања Гудељ промашио кључни пенал за Севиљу погодивши пречку, што је значило да је Манчестер Сити освојио Суперкуп резултатом 5–4 на пенале.

### Детаљи
| Манчестер сити                              | 1–1      | Севиља                                     |
| ------------------------------------------- | -------- | ------------------------------------------ |
| Палмер 63’                                  | Извештај | ен Несири 25’                              |
| Пенали                                      |          |                                            |
| Холанд · Алварез · Ковачић · Грилиш · Вокер | 5–4      | Окампос · Мир · Ракитић · Монтијел · Гудељ |

| Манчестер сити | Севиља |

| GK               | 31 | Едерсон Мораес  |  |     |
| RB               | 2  | Кајл Вокер (c)  |  |     |
| CB               | 25 | Мануел Аканџи   |  |     |
| CB               | 24 | Јошко Гвардиол  |  |     |
| LB               | 6  | Натан Аке       |  |     |
| CM               | 8  | Матео Ковачић   |  |     |
| CM               | 16 | Родри           |  |     |
| RW               | 80 | Кол Палмер      |  | 85’ |
| AM               | 47 | Фил Фоден       |  |     |
| LW               | 10 | Џек Грилиш      |  |     |
| CF               | 9  | Ерлинг Холанд   |  |     |
| Резервни играчи: |    |                 |  |     |
| GK               | 18 | Стефан Ортега   |  |     |
| GK               | 33 | Скот Карсон     |  |     |
| DF               | 3  | Рубен Дијас     |  |     |
| DF               | 5  | Џон Стонс       |  |     |
| DF               | 14 | Емерик Лапорт   |  |     |
| DF               | 21 | Серхио Гомез    |  |     |
| DF               | 82 | Рико Луис       |  |     |
| MF               | 4  | Калвин Филипс   |  |     |
| MF               | 32 | Максимо Пероне  |  |     |
| MF               | 87 | Џејмс Макати    |  |     |
| FW               | 19 | Хулијан Алварез |  | 85’ |
| FW               | 52 | Оскар Боб       |  |     |
| Менаџер:         |    |                 |  |     |
| Пеп Гвардиола    |    |                 |  |     |

| GK                   | 13 | Јасин Буну          |     |       |
| RB                   | 16 | Хесус Навас (c)     |     | 83’   |
| CB                   | 22 | Лоик Баде           | 33’ |       |
| CB                   | 6  | Немања Гудељ        |     |       |
| LB                   | 19 | Маркос Акуња        |     |       |
| CM                   | 8  | Џон Хордан          |     |       |
| CM                   | 10 | Иван Ракитић        |     |       |
| RW                   | 5  | Лукас Окампос       |     |       |
| AM                   | 21 | Оливер Торес        |     | 74’   |
| LW                   | 17 | Ерик Ламела         | 62’ | 90+3’ |
| CF                   | 15 | Јусеф ен Несир      |     | 90+3’ |
| Резервни играчи:     |    |                     |     |       |
| GK                   | 1  | Марко Дмитровић     |     |       |
| DF                   | 2  | Федерико Гатони     |     |       |
| DF                   | 3  | Адрија Педроса      |     |       |
| DF                   | 4  | Гонзало Монтел      |     | 83’   |
| DF                   | 27 | Кике Салас          |     |       |
| MF                   | 18 | Ђибрил Соу          |     |       |
| MF                   | 24 | Алехандро Гомез     |     |       |
| MF                   | 26 | Хуанлу Санчез       | 90’ | 74’   |
| MF                   | 28 | Ману Буено          |     |       |
| FW                   | 7  | Сусо                |     | 90+3’ |
| FW                   | 9  | Рафа Мир            |     | 90+3’ |
| FW                   | 11 | Хесус Мануел Корона |     |       |
| Менаџер:             |    |                     |     |       |
| Хосе Луис Мендилибар |    |                     |     |       |

| Играч утакмице: Кол Палмер (Манчестер сити) Помоћне судије: Сирил Муњи (Француска) Мехди Рахмуни (Француска) Четврти судија: Еспен Ескас (Норвешка) ВАР: Жером Бризард (Француска) Помоћници ВАР судије: Ерик Вателијер(Француска) Федаји Сан (Швајцарска) | Правила - Игра се 90 минута - У случају нерешеног играју се продужици 30 минута - Приступа се извођењу једанаестераца ако је резултат и даље изједначен - Дванаест именованих резервних играча - Максимално пет замена, са шестом дозвољеном у продужецима |

## Белешка
1. ↑  Сваком тиму су дате само три прилике да изврши замене, уз четврту прилику у продужецима, не рачунајући замене које су направљене на полувремену, пре почетка продужетака и на полувремену у продужецима.